# Vietnam aux Jeux olympiques d'été de 2024
 (février 2024).
Le Vietnam participe aux Jeux olympiques de 2024 à Paris. Il s'agit de sa 17e participation à des Jeux olympiques d'été.
L'archère Đỗ Thị Ánh Nguyệt et le joueur de badminton Lê Đức Phát (zh) sont nommés porte-drapeau de la délégation en juillet 2024 ; néanmoins le calendrier olympique de l'archère Đỗ Thị Ánh Nguyệt clashant avec la cérémonie d'ouverture, elle est remplacée par la coureuse cycliste Nguyễn Thị Thật.

## Nombre d’athlètes qualifiés par sport
Voici la liste des qualifiés et sélectionnés vietnamiens par sport (remplaçants compris) :
| Sport                                                                               | Hommes | Femmes | Total |
| ----------------------------------------------------------------------------------- | ------ | ------ | ----- |
| Athlétisme                                                                          |        |        |       |
| Aviron                                                                              |        |        |       |
| Badminton                                                                           |        |        |       |
| Basket-ball                                                                         |        |        |       |
| Boxe                                                                                |        |        |       |
| Breakdance                                                                          |        |        |       |
| Canoë-kayak                                                                         |        |        |       |
| Cyclisme                                                                            |        |        |       |
| Équitation                                                                          |        |        |       |
| Escalade                                                                            |        |        |       |
| Escrime                                                                             |        |        |       |
| Football                                                                            |        |        |       |
| Golf                                                                                |        |        |       |
| Gymnastique                                                                         |        |        |       |
| Haltérophilie                                                                       |        |        |       |
| Handball                                                                            |        |        |       |
| Judo                                                                                |        |        |       |
| Lutte                                                                               |        |        |       |
| Sports aquatiques • Natation sportive • Plongeon • Natation artistique • Water-polo |        |        |       |
| Pentathlon moderne                                                                  |        |        |       |
| Rugby à sept                                                                        |        |        |       |
| Skateboard                                                                          |        |        |       |
| Surf                                                                                |        |        |       |
| Taekwondo                                                                           |        |        |       |
| Tennis                                                                              |        |        |       |
| Tennis de table                                                                     |        |        |       |
| Tir                                                                                 |        |        |       |
| Tir à l'arc                                                                         |        |        |       |
| Triathlon                                                                           |        |        |       |
| Voile                                                                               |        |        |       |
| Volley-ball • En salle • Beach-volley                                               |        |        |       |
| Total                                                                               |        |        |       |

## Bilan général
| Sport               | Médaille d'or, Jeux olympiques | Médaille d'argent, Jeux olympiques | Médaille de bronze, Jeux olympiques | Total | Rang pays |
| ------------------- | ------------------------------ | ---------------------------------- | ----------------------------------- | ----- | --------- |
| Athlétisme          |                                |                                    |                                     |       |           |
| Aviron              |                                |                                    |                                     |       |           |
| Badminton           |                                |                                    |                                     |       |           |
| Basket-ball         |                                |                                    |                                     |       |           |
| Boxe                |                                |                                    |                                     |       |           |
| Breakdance          |                                |                                    |                                     |       |           |
| Canoë-kayak         |                                |                                    |                                     |       |           |
| Cyclisme            |                                |                                    |                                     |       |           |
| Équitation          |                                |                                    |                                     |       |           |
| Escalade            |                                |                                    |                                     |       |           |
| Escrime             |                                |                                    |                                     |       |           |
| Football            |                                |                                    |                                     |       |           |
| Golf                |                                |                                    |                                     |       |           |
| Gymnastique         |                                |                                    |                                     |       |           |
| Haltérophilie       |                                |                                    |                                     |       |           |
| Handball            |                                |                                    |                                     |       |           |
| Judo                |                                |                                    |                                     |       |           |
| Lutte               |                                |                                    |                                     |       |           |
| Natation            |                                |                                    |                                     |       |           |
| Natation artistique |                                |                                    |                                     |       |           |
| Pentathlon moderne  |                                |                                    |                                     |       |           |
| Plongeon            |                                |                                    |                                     |       |           |
| Rugby à sept        |                                |                                    |                                     |       |           |
| Skateboard          |                                |                                    |                                     |       |           |
| Surf                |                                |                                    |                                     |       |           |
| Taekwondo           |                                |                                    |                                     |       |           |
| Tennis              |                                |                                    |                                     |       |           |
| Tennis de table     |                                |                                    |                                     |       |           |
| Tir                 |                                |                                    |                                     |       |           |
| Tir à l'arc         |                                |                                    |                                     |       |           |
| Triathlon           |                                |                                    |                                     |       |           |
| Voile               |                                |                                    |                                     |       |           |
| Volley-Ball         |                                |                                    |                                     |       |           |
| Water-polo          |                                |                                    |                                     |       |           |
| Total               |                                |                                    |                                     |       |           |

| Jour       | Médaille d'or, Jeux olympiques | Médaille d'argent, Jeux olympiques | Médaille de bronze, Jeux olympiques | Total |
| ---------- | ------------------------------ | ---------------------------------- | ----------------------------------- | ----- |
| 26 juillet |                                |                                    |                                     |       |
| 27 juillet |                                |                                    |                                     |       |
| 28 juillet |                                |                                    |                                     |       |
| 29 juillet |                                |                                    |                                     |       |
| 30 juillet |                                |                                    |                                     |       |
| 31 juillet |                                |                                    |                                     |       |
| 1er août   |                                |                                    |                                     |       |
| 2 août     |                                |                                    |                                     |       |
| 3 août     |                                |                                    |                                     |       |
| 4 août     |                                |                                    |                                     |       |
| 5 août     |                                |                                    |                                     |       |
| 6 août     |                                |                                    |                                     |       |
| 7 août     |                                |                                    |                                     |       |
| 8 août     |                                |                                    |                                     |       |
| 9 août     |                                |                                    |                                     |       |
| 10 août    |                                |                                    |                                     |       |
| 11 août    |                                |                                    |                                     |       |
| Total      |                                |                                    |                                     |       |

| Sexe   | Médaille d'or, Jeux olympiques | Médaille d'argent, Jeux olympiques | Médaille de bronze, Jeux olympiques | Total |
| ------ | ------------------------------ | ---------------------------------- | ----------------------------------- | ----- |
| Hommes |                                |                                    |                                     |       |
| Femmes |                                |                                    |                                     |       |
| Mixte  |                                |                                    |                                     |       |
| Total  |                                |                                    |                                     |       |

## Médaillés
| Sport | Discipline | Athlète(s) | Performance | Date |
| ----- | ---------- | ---------- | ----------- | ---- |
|       |            |            |             |      |

| Sport | Discipline | Athlète(s) | Performance | Date |
| ----- | ---------- | ---------- | ----------- | ---- |
|       |            |            |             |      |

| Sport | Discipline | Athlète(s) | Performance | Date |
| ----- | ---------- | ---------- | ----------- | ---- |
|       |            |            |             |      |

## Résultats

### Athlétisme
Femmes
| Athlètes         | Épreuve | Premier tour (ou tour préliminaire) | Premier tour (ou tour préliminaire) | Repêchage (ou premier tour) | Repêchage (ou premier tour) | Demi-finales | Demi-finales | Finale  | Finale  |
| Athlètes         | Épreuve | Temps                               | Rang                                | Temps                       | Rang                        | Temps        | Rang         | Temps   | Rang    |
| ---------------- | ------- | ----------------------------------- | ----------------------------------- | --------------------------- | --------------------------- | ------------ | ------------ | ------- | ------- |
| Tri Nhi Yen Tran | 100 m   | 11 s 81                             | 1er                                 | 11 s 79                     | 7e                          | Eliminé      | Eliminé      | Eliminé | Eliminé |

### Badminton
| Athlètes         | Compétition   | Phase de groupes | Phase de groupes | Phase de groupes | 1/8e de finale   | Quarts de finale | Demi-finales     | Finale / 3e place | Finale / 3e place |
| Athlètes         | Compétition   | Adversaire Score | Adversaire Score | Rang             | Adversaire Score | Adversaire Score | Adversaire Score | Adversaire Score  | Rang              |
| ---------------- | ------------- | ---------------- | ---------------- | ---------------- | ---------------- | ---------------- | ---------------- | ----------------- | ----------------- |
| Lê Đức Phát      | Simple hommes | H.S. Prannoy     | Fabian Roth      | e du gr. ...     |                  |                  |                  |                   |                   |
| Nguyễn Thùy Linh | Simple dames  | Beiwen Zhang     | Tiffany Ho       | e du gr. ...     |                  |                  |                  |                   |                   |